# Айело дел Фриули
Айѐло дел Фриу̀ли (на италиански: Aiello del Friuli; на фриулски: Dael, Даел) е село и община в Северна Италия, провинция Удине, автономен регион Фриули-Венеция Джулия. Разположено е на 18 m надморска височина. Населението на общината е 2252 души (към 2010 г.).